# Église Sainte-Amélie de Baie-Comeau
L'église Sainte-Amélie est un lieu de culte catholique située à Baie-Comeau au Québec (Canada). Cette église a été construite entre 1939 et 1940 selon les plans de l'architecte Gaston Gagnier. Elle a la particularité d'avoir une fresque de 1 500 m2 réalisée par Guido Nincheri. Elle a été citée comme immeuble patrimonial par la ville de Baie-Comeau en 2001. En 2017, elle a été classée par le Ministère de la Culture et des Communications.

## Histoire
La ville de Baie-Comeau a été fondée en 1937 par Robert R. McCormick, propriétaire de la Quebec North Shore Company et éditeur du Chicago Tribune. On offre la construction du premier lieu de culte catholique à l'architecte Gaston Gagnier (1906-1982) dans le premier quartier de la ville, à proximité de l'usine. Dès 1937, la communauté catholique de la ville utilise le sous-sol de l'église nommée à l'époque église Saint-Joseph. La première livraison de granit rose pour la construction de la partie supérieure eut lieu en juin 1939. La première messe y a été célébrée le 19 juin 1940. L'église a été dédiée à sainte Amélie, en l'honneur de Amie Irwin Adams, l'épouse de McCormick décédée en 1939.

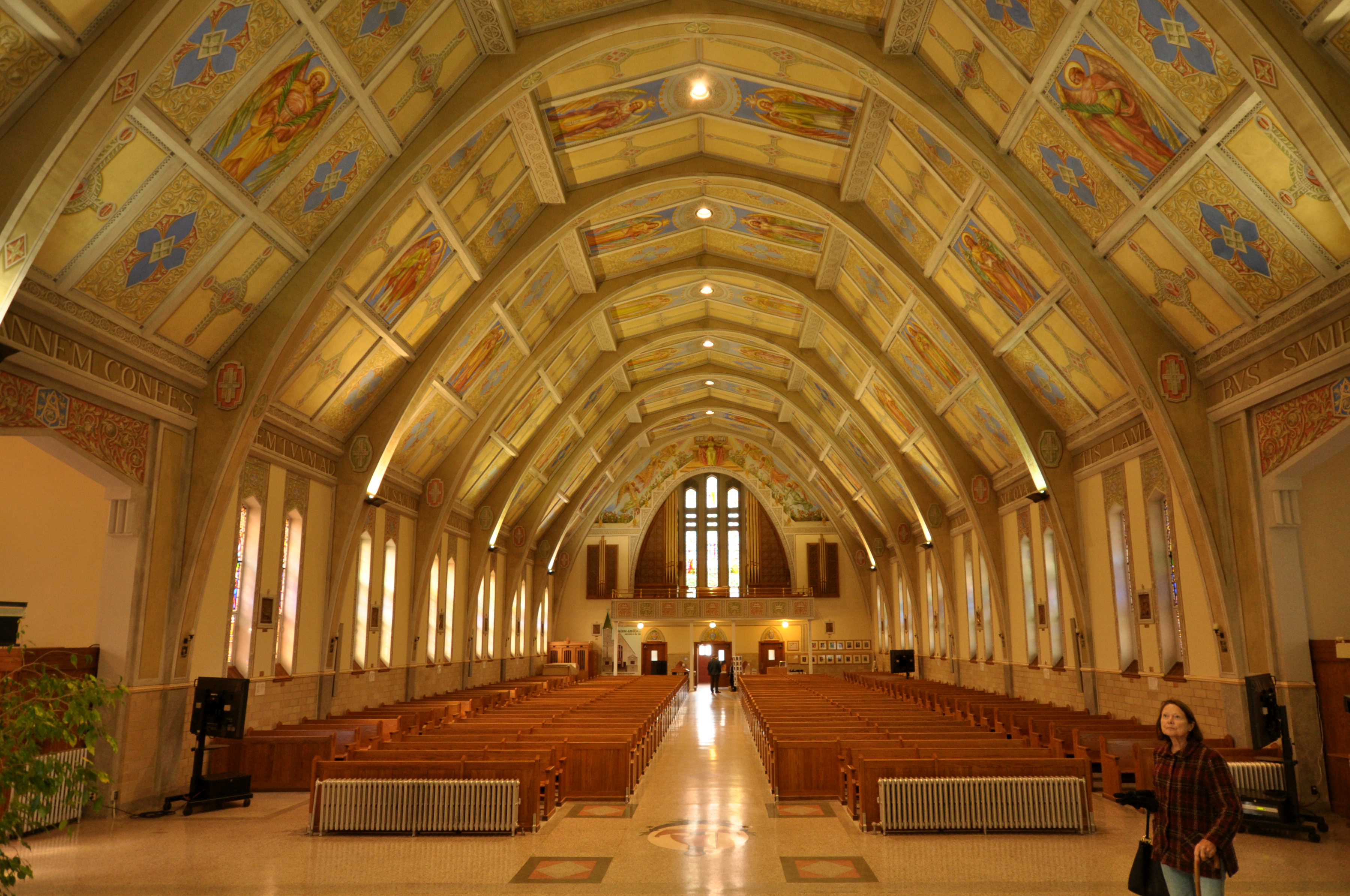
Intérieur de l'église.

McCormick décide de financer la décoration intérieure en mémoire de sa femme. Gagnier confie la tâche à Guido Nincheri (1885-1973). Il peint la fresque de 1 500 m2 entre 1940 à 1945. En 1940, il est arrêté puis incarcéré durant trois mois en vertu de la loi sur les mesures de guerre. Il est soupçonné d'être un sympathisant fasciste étant donné qu'il est l'auteur d'un portrait de Benito Mussolini dans l'église Notre-Dame-de-la-Défense à Montréal. Il est libéré quand il prouve qu'il n'a fait que répondre à une demande du clergé pour commémorer les accords du Latran. 
Les trois cloches du clocher (nommées : Robert, Arthur et Catherine) de l'église sont moulées en France en 1939, avant l'occupation allemande lors de la deuxième guerre mondiale. Celles-ci sont enterrées pendant cinq ans pour éviter que les allemands en prennent possession et les refondent pour en faire des armements,. Ce n'est qu'à la fin de la guerre en 1945 que les cloches sont expédiées à Baie-Comeau.   
Le diocèse du Golfe Saint-Laurent est créé en 1945 et Baie-Comeau est choisi comme siège épiscopal. L'église Sainte-Amélie devient alors la cathédrale et est renommée Saint-Jean-Eudes. Le premier évêque du diocèse est l'eudiste, Mgr Napoléon-Alexandre Labrie qui a confié son diocèse à la protection de Jean Eudes et nommé ainsi la cathédrale.  En 1960, à la suite de la construction de la cathédrale Saint-Jean-Eudes à Hauterive, elle redevient une simple église paroissiale et reprend son nom de Sainte-Amélie. Les fresques de Nincheri sont restaurées en 1996. Le 17 décembre 2001, elle est citée immeuble patrimonial par la ville de Baie-Comeau. En 2010, lors de la fermeture définitive de l'église au culte, elle est acquise par la Corporation de l'église Sainte-Amélie, qui est vouée à la préservation de l'église. Le 30 novembre 2017, l'église est classée comme immeuble patrimonial par le Ministère de la Culture et des Communications. Quatre statues de marbre du sculpteur Pasquale Sgandurra sont classées au même moment.